# Gäst hos verkligheten
Gäst hos verkligheten är en självbiografisk roman av Pär Lagerkvist, publicerad 1925. Berättelsen utspelar sig vid sekelskiftet 1900 och beskriver författarens barndom. Samtidigt berättar författaren om dåtida liv, i stan liksom i byn.

## Handling
Romanen Gäst hos verkligheten är en berättelse om en pojke vid namn Anders som växer upp i en vanlig svensk familj. Hans liv är idylliskt, med nära och varma familjerelationer. Men samtidigt lider han av ångest och dödsskräck. Han är rädd att förlora allt som är värdefullt för honom. Han vänder sig till Gud för hjälp och beskydd.
Han kämpar dock med tvivel. Hans tro på Gud blir allt mer urvattnad och han finner slutligen i stället tröst i att betrakta livet som meningslöst och i att omfamna ångesten och tomheten.